# Montana (gmina)
Montana (bułg. Община Монтана)  − gmina w północno-zachodniej Bułgarii, w obwodzie Montana.

## Miejscowości
Miejscowości wchodzące w skład gminy Montana:
- Bełotinci (bułg. Белотинци),
- Bezdenica (bułg. Безденица),
- Błagowo (bułg. Благово),
- Doktor Josifowo (bułg. Доктор Йосифово),
- Dołna Riksa (bułg. Долна Рикса),
- Dołna Werenica (bułg. Долна Вереница),
- Dołno Bełotinci (bułg. Долно Белотинци),
- Gabrownica (bułg. Габровница),
- Gorna Werenica (bułg. Горна Вереница),
- Gorno Cerowene (bułg. Горно Церовене),
- Klisurica (bułg. Клисурица),
- Krapczene (bułg. Крапчене),
- Lipen (bułg. Липен),
- Montana (bułg. Монтана) – stolica gminy,
- Nikołowo (bułg. Николово),
- Sławotin (bułg. Славотин),
- Smolanowci (bułg. Смоляновци),
- Stubeł (bułg. Стубел),
- Studeno bucze (bułg. Студено буче),
- Sumer (bułg. Сумер),
- Trifonowo (bułg. Трифоново),
- Winiszte (bułg. Винище),
- Wirowe (bułg. Вирове),
- Wojnici (bułg. Войници).